# Итузаинго
Итузаинго (шп. Ituzaingó) је град у Аргентини у покрајини Буенос Ајрес. Према процени из 2005. у граду је живело 162.653 становника.

## Становништво
Према процени, у граду је 2005. живело 162.653 становника.
| 1980. | 1991.   | 2001.   |
| ----- | ------- | ------- |
| ...   | 142.317 | 158.121 |